# Calephorus compressicornis
Espèce
Synonymes
- Acrydium compressicornis Latreille, 1804
- Calephorus compressicornis camerunensis Sjöstedt, 1931
- Calephorus dubius (Rambur, 1838)
- Calephorus elegans Fieber, 1853
- Calephorus venustus (Walker, 1870)
- Calephorus laetus (Walker, 1870)
- Gryllus dubius Rambur, 1838
- Oxycoryphus compressicornis (Latreille, 1804)
- Oxycoryphus venustus Walker, 1870
- Stenobothrus laetus Walker, 1870

Calephorus compressicornis, le criquet des dunes, est une espèce d'orthoptères caelifères de la famille des Acrididae et de la sous-famille des Acridinae.
Elle est trouvée en Europe (France et Espagne) et en Afrique du Nord. C'est l'espèce type de son genre.